# Automitrailleuse Minerva
L'automitrailleuse Minerva est un modèle d'automitrailleuse blindée développée par le constructeur automobile belge Minerva en 1914. Ces véhicules ont été utilisés durant la Première Guerre mondiale notamment lors de la bataille de Liège.

## Histoire

### Contexte
Au début du XXe siècle, les premiers véhicules militaires blindés sont des véhicules existants auxquels on ajoute une protection (blindage) plus ou moins important et un armement. Le premier a été la Motor Scout de Frederick Richard Simms, pour répondre à la deuxième guerre des Boers et construit par Vickers en Grande-Bretagne.
L'automitrailleuse Charron modèle 1902, présentée au Salon de l’automobile et du cycle de Bruxelles le 8 mars 1902, fut aussi un véhicule blindé de l’époque. Le véhicule était équipé d'une mitrailleuse Hotchkiss et d'une armure de 7 mm pour le tireur. Le modèle est resté au stade du prototype qui n'a jamais été utilisé.

## Automitrailleuse blindée Minerva
L'utilisation de l'automitrailleuse Minerva au combat en août 1914 fit de la Belgique l'une des premières nations à utiliser des voitures blindées pendant la Première Guerre mondiale après l'Italie qui a été pionnière en la matière, dans les années 1911-1912 lors de la guerre italo-turque.
L’équipage était partiellement exposé aux tirs ennemis à cause du sommet ouvert de la tourelle. Cela s'avéra fatal au lieutenant Henkart le 6 septembre 1914, lorsque le Minerva dans lequel il se trouve est pris dans une embuscade allemande.
Avant que l'usine Minerva ne soit saisie après l'invasion allemande avec l'occupation de la Belgique, une trentaine d'automitrailleuses Minerva ont été construites. En 1916, la conception du modèle original a été complètement revue et, comme sur la Lancia 1Z, la partie supérieure est devenue complètement fermée et la mitrailleuse placée sous une coupole blindée. L'armée belge utilisait ces véhicules comme unités de cavalerie motorisée avec des pelotons de trois principalement pour la reconnaissance, l'appui d'infanterie et les missions derrière les lignes ennemies. Après l'enlisement du front occidental avec la guerre de tranchées, certains exemplaires ont été envoyés sur le front oriental avec le Corps expéditionnaire belge en Russie.
L'armée allemande en a capturé trois exemplaires[Où ?][Quand ?], les a modifiés et utilisés lors de l'invasion de la Roumanie. D'autres ont été utilisées dans la guerre civile espagnole à la fin des années 1930.

## Curiosité
- Si vous ne connaissez pas le sujet, laissez ce bandeau (vous pouvez alors contacter les auteurs).
- Si vous supprimez le contenu mis en cause (vous pouvez préalablement contacter les auteurs),

argumentez précisément cette suppression dans la page de discussion
(un manque de référence n'est pas un argument ; une recherche réelle de référence doit avoir été effectuée, être formellement documentée).
Plusieurs spécialistes en matériel militaire ont remarqué une certaine ressemblance avec l'automitrailleuse italienne Lancia 1Z, présentée en 1912, avant la Minerva, notamment au niveau de la partie circulaire centrale. Comme souvent à l'époque, les mêmes besoins engendraient les mêmes réponses, personne n'était très regardant sur les copies des voisins plus ou moins éloignés car la Minerva ne comporte pas de partie centrale circulaire comparable à la Lancia.

## Galerie

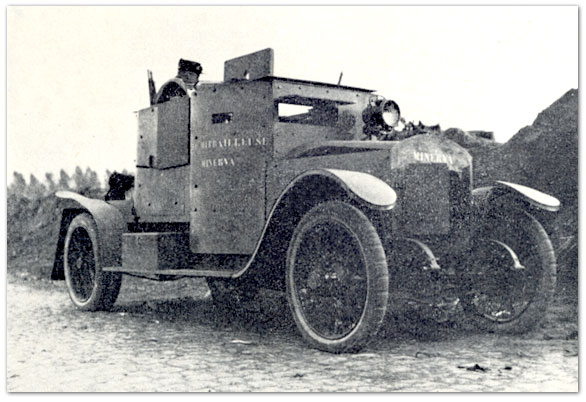
Modèle 1914.
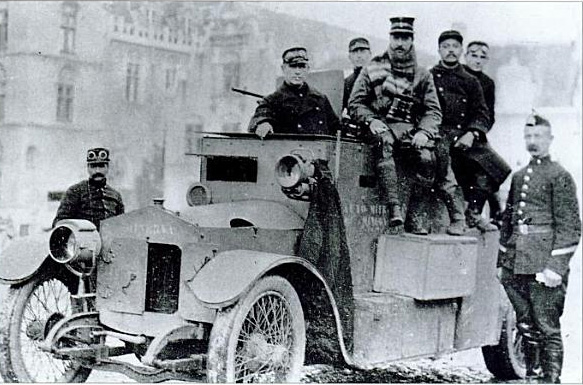
1914.
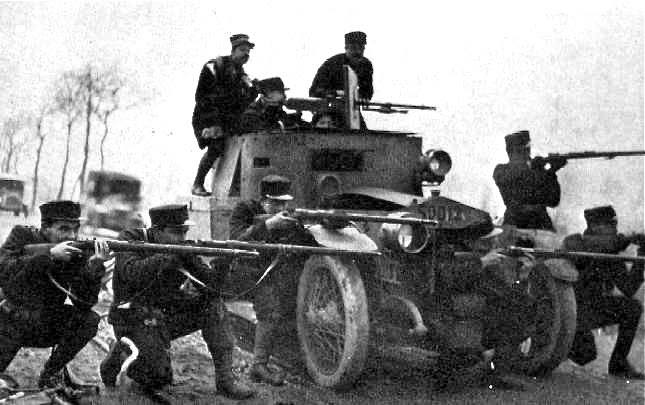
En action dans un barrage routier en 1914.
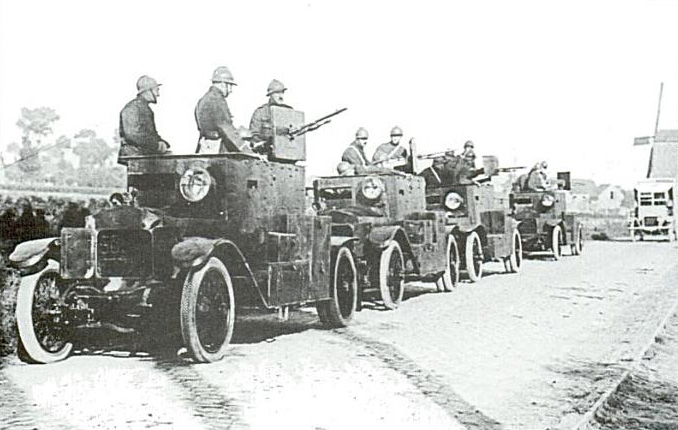
Groupe de combat - Minerva Modèle 1914.
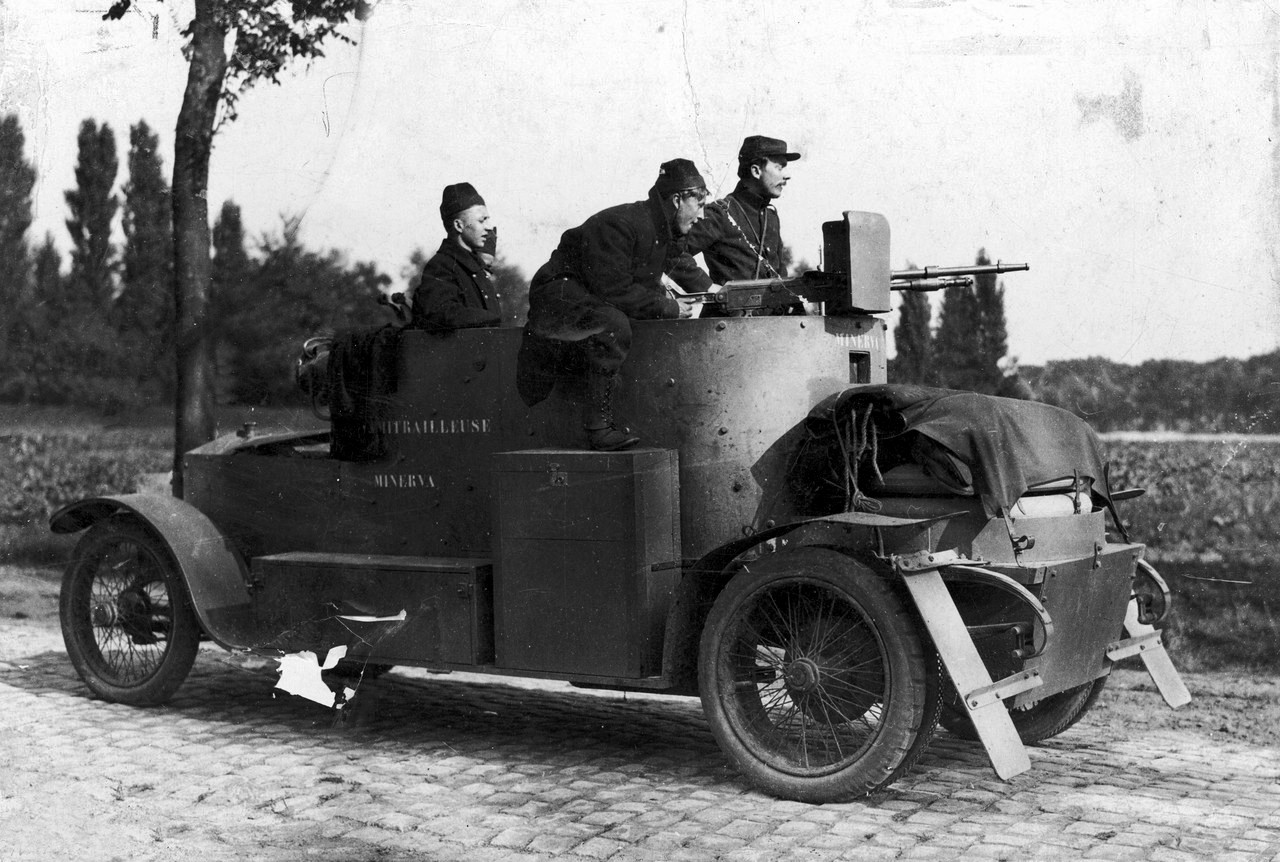
Novembre 1914.
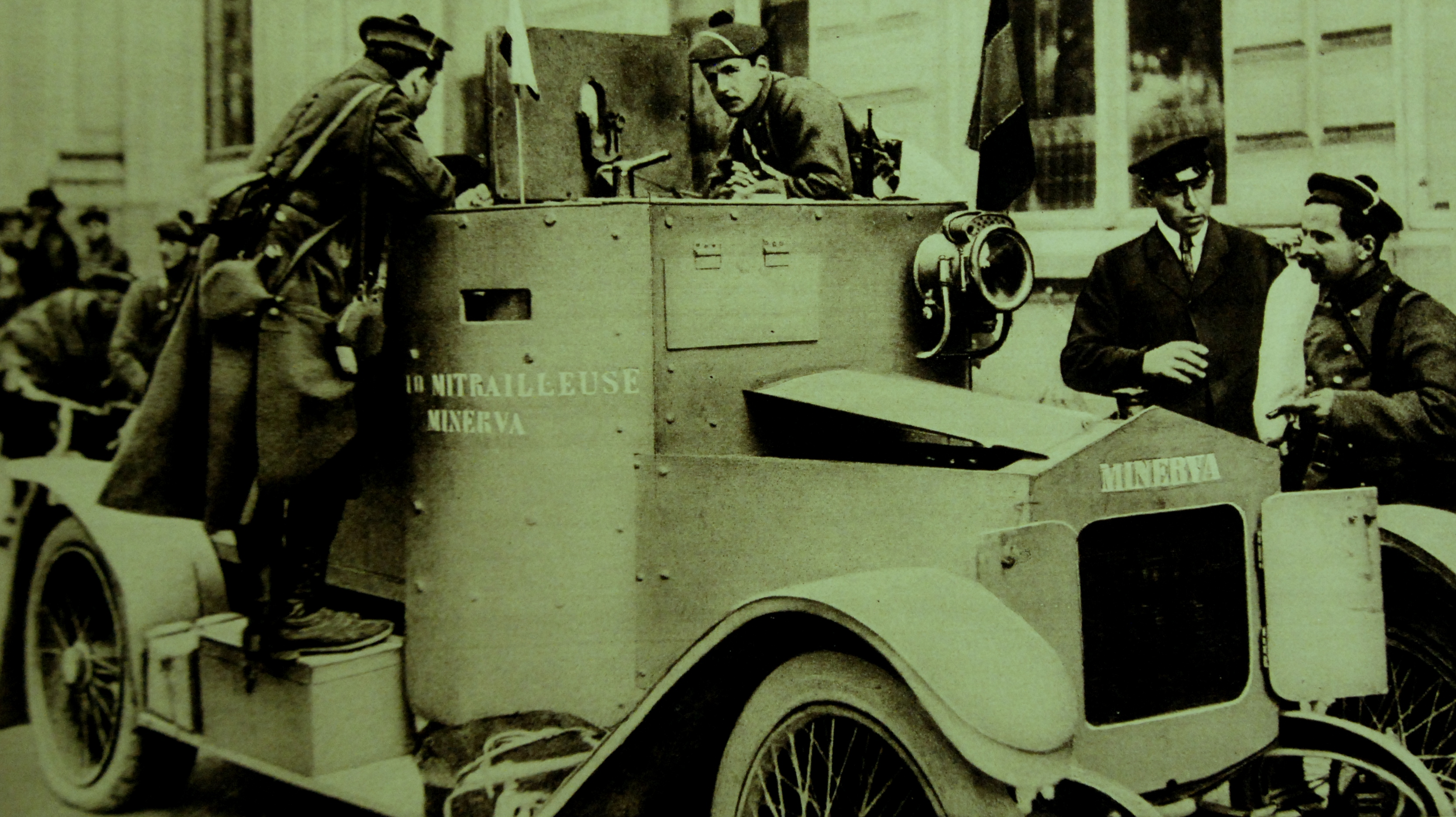
Avec les fusiliers marins français en 1915.
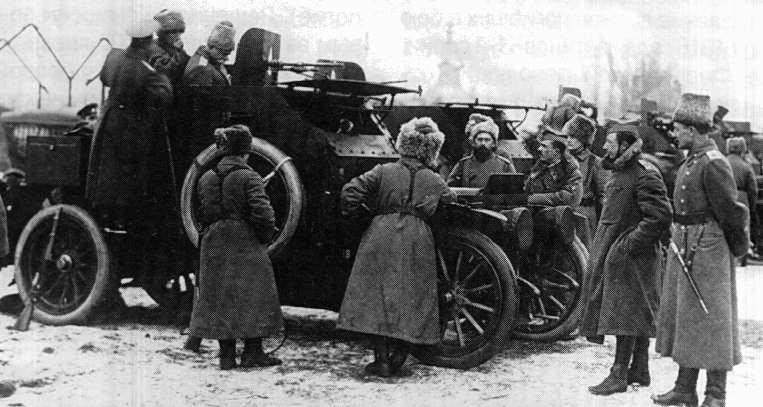
Corps expéditionnaire belge en Russie (1915-1917).
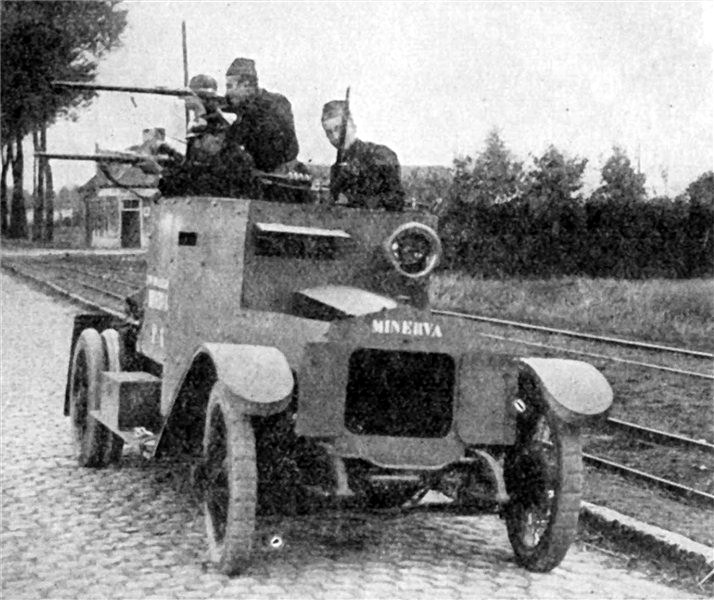
En action en 1918.